# Музеј железнице у Винипегу
Музеј железнице у Винипегу је непрофитна организација, којом управљају канадски волонтери из средњозападноамеричког Удружења љубитеља пруга. Музеј је основан са циљем да набавља, чува и презентаује железнилку опрему из разних историјских периода Канаде од Лејкеда на истоку, до подножја Стеновитих планина на западу, и од Сент Пола на југу до Хадсоновог залива на северу.

## Положај
Музеј се налази у саставу железничке станица Уније, која је изграђена је у првој деценији 20. века (1911), на раскрсници Главне улице (енгл. Main Street) и Броадвеј авеније (енгл. Broadway Avenue) у централном кварту Виннипега. Садашња зграда железничке станице намењена је истовремено за путнички саобраћај, музеј железнице и комерцијални и пословни простор мешовите намене. Музеј се Формално састоји од главне зграде, укључујући и путничку чекаоницу, 1 и 2 железнички перон, и дела адаптиране железничке радионице и складишта, намењених музејским поставкама.

## Историјат
Када је у 21. веку железнички саобраћај у Канади драстично опао, железничка станица Уније, је већи део дана остајала празна и без путника. У последњих неколико година много објекта претворено су у пословни простор, а сама зграда са делом перона, мада и даље служи као железничке станице компаније „ВИА Пруге Канаде” (енгл. VIA Rail Canada), уступљена је једним делом, заљубљеницима у историју железнице - волонтерима, да у њему оснујуу Музеј железнице у Винипегу (енгл. Winnipeg Railway Museum). 

## Намена и опис
Музеја је намењен чувању и промоцији историје развоја железнице на простору Централне Канде. Артефакати и целокупна музејска поставка, размештена је на простору од око 3.500 m², у станичном депоима и на првом и другом колосеку железничке станице Уније. У саставу музеја налази се и део за продају сувенира
Међу изложеним експопонатима посебно се истиче „Контеса од Дафрена” (енгл. Countess of Dufferin), прва локомотива на ложње у канадској прерија. Међу артефактима богате музејске збирке су и разни модели аутомобила и локомотива, бројне фотографије и планови о изградњи железничке инфраструктуре, као и опрема која је коришћена током изградње пруге до Хадсоновог залива и Черчила, итд.